# 汤米·汉南
汤米·汉南（英語：Tommy Hannan，1980年1月14日—），美国男子游泳运动员，主攻蝶泳。他曾代表美国参加2000年夏季奥林匹克运动会游泳比赛，获得男子4×100米混合泳接力金牌。